# Castello di Kalvi
Il castello di Kalvi si trova a Kalvi in Estonia.